# IC 4051
IC 4051 est une galaxie elliptique relativement éloignée et située dans la constellation de la Chevelure de Bérénice. Sa vitesse par rapport au fond diffus cosmologique est de 9 061 ± 21 km/s, ce qui correspond à une distance de Hubble de 133,6 ± 9,4 Mpc (∼436 millions d'al). Elle a été découverte par l'astronome français Guillaume Bigourdan en 1891.
IC 4051 est une galaxie à noyau passif (passive nucleus PAS).
À ce jour, une mesure non basée sur le décalage vers le rouge (redshift) donne une distance d'environ 115,000 Mpc (∼375 millions d'al). Cette valeur est à l'extérieur des valeurs de la distance de Hubble, mais compatible avec celles-ci. Notons que c'est avec la valeur moyenne des mesures indépendantes, lorsqu'elles existent, que la base de données NASA/IPAC calcule le diamètre d'une galaxie.
La désignation DRCG 27-167 est utilisée par Wolfgang Steinicke pour indiquer que cette galaxie figure au catalogue des amas galactiques d'Alan Dressler. Les nombres 27 et 167 indiquent respectivement que c'est le 27e amas de la liste, soit Abell 1656 (l'amas de la Chevelure de Bérénice), et la 167e galaxie de cet amas. Cette même galaxie est aussi désignée par ABELL 1656:[D80] 167 par la base de données NASA/IPAC, ce qui est équivalent. Dressler indique que IC 4051 est une galaxie lenticulaire de type S0/E.

## Quelques galaxies d'Abell 1656 dans la région

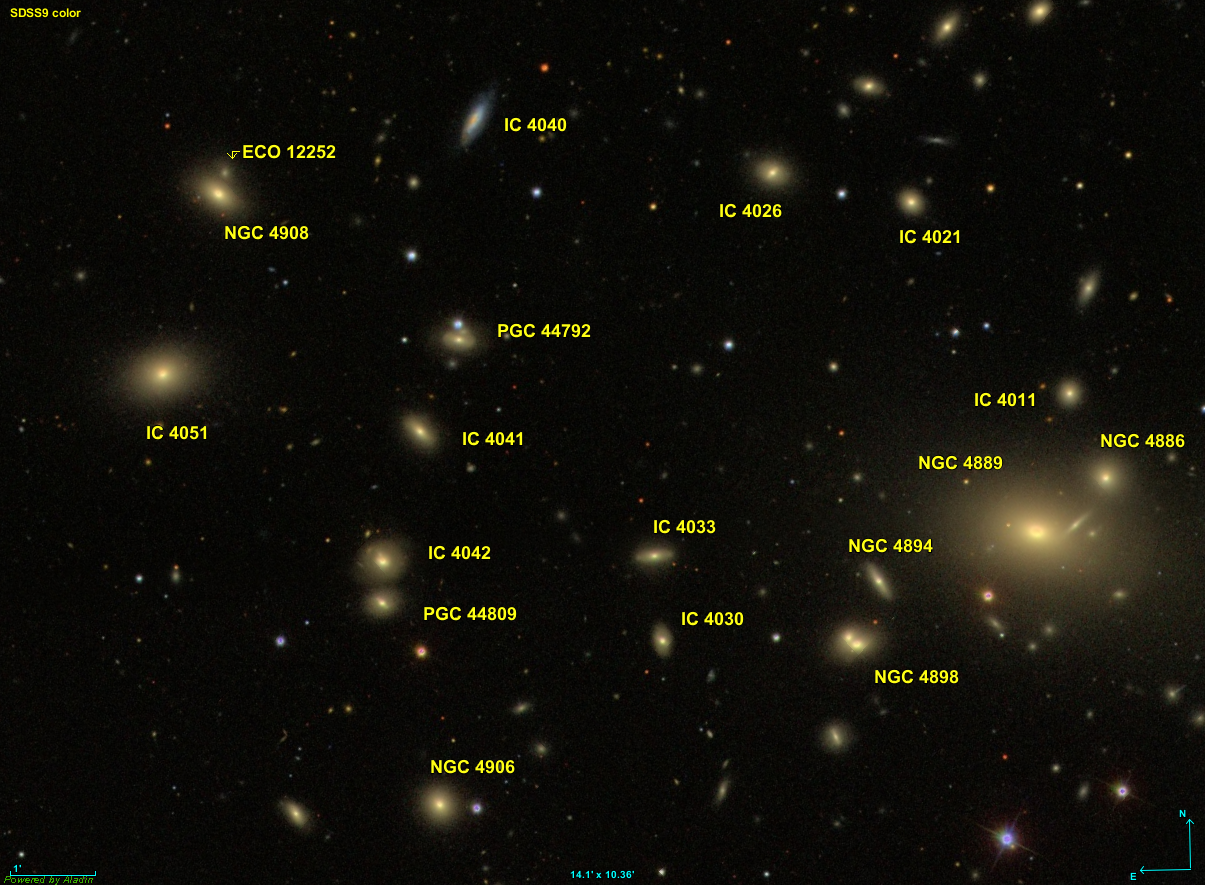
Quelques galaxies de l'amas de la Chevelure de Bérénice dans la région de IC 4051.

Comme le montre l'image obtenue des données du relevé SDSS, plusieurs galaxies voisines de IC 4051 font partie de l'amas de la Chevelure de Bérénice. Sur cette image, seule NGC 4899 n'en fait pas partie. Toutes les autres galaxies apparaissent au catalogue de Dressler. Le tableau ci-dessous indique la correspondance entre les désignations courantes et les désignations employées par Dressler. 
| Designation | DRCG                 |
| ----------- | -------------------- |
| IC 4011     | 27-150               |
| IC 4021     | 27-172               |
| IC 4026     | 27-170               |
| IC 4030     | 27-119               |
| IC 4033     | 27-147               |
| IC 4040     | 27-169               |
| IC 4041     | 27-145               |
| IC 4042     | 27-144               |
| NGC 4886    | 27-151               |
| NGC 4894    | 27-122               |
| NGC 4898    | 27-122               |
| NGC 4906    | 27-118               |
| NGC 4908    | 27-143               |
| PGC 44792   | ABELL 1656:[D80] 47  |
| PGC 44809   | ABELL 1656:[D80] 53  |
| ECO 12252   | ABELL 1656:[D80] 133 |